# 9878 Состеро
9878 Состеро (9878 Sostero) — астероїд головного поясу, відкритий 17 березня 1994 року.
Тіссеранів параметр щодо Юпітера — 3,151.